# Uløya
69°50′57″N 20°36′52″Ø / 69.84917°N 20.61444°Ø
Uløya (nordsamisk: Ulisuolu) er en ø i Skjervøy og Nordreisa kommuner i Troms og Finnmark fylke i Norge. Øen ligger på østsiden af Lyngenfjorden. Navnet Uløy kommer fra de gamle myter om ulvene som hylede på  fjeldsiderne.
Hele Uløya lå i Skjervøy kommune fra 1886 til 1972. I 1972 blev den sydlige del af øen overført til Nordreisa.
På sydvestspidsen af Uløya ligger handelsstedet Havnnes (Hamnnes). Stedet er blandt andet kendt som hjemstedet til «Mor Lyng» (Ovidia Fredrikke Lyng) i første halvdel af 1800-tallet. Handelsstedet har været ejet af familien Giæver siden 1868. I dag har Havnnes ca. 65 indbyggere.
På østsiden af Uløya ligger bygderne Uløybukt og Klauvnes. Der er færgeforbindelse mellem Havnnes og Klauvnes på Uløya, og Rotsund på fastlandet.
Det andet fiskerleje på øen er Uløybukt. Derfra kommer blandt andre Hermod Bjørkestøl.

## Eksterne kilder/ henvisninger
- Havnnesfestivalen Arkiveret 1. november 2006 hos  Wayback Machine
- Nord-Troms Museum: Rotsund – Havnnes Arkiveret 16. december 2005 hos  Wayback Machine